# GAC Group
GAC Group (Guangzhou Automobile Group Co., Ltd.) — китайская автомобилестроительная компания, расположенная в городе Гуанчжоу. По состоянию на 2021 год компания занимала 5-е место среди крупнейших автопроизводителей Китая по количеству проданных автомобилей (2,144 млн). В списке крупнейших публичных компаний мира Forbes Global 2000 за 2022 год заняла 1077-е место.
GAC Group продает легковые автомобили под торговой маркой Trumpchi, легковые и грузовые автомобилей под маркой Gonow, внедорожники под маркой Changfeng Motor, а автобусы под маркой GAC Bus. Кроме того, компания производит автомобили Fiat, Honda, Mitsubishi, и Toyota на совместных предприятиях.

## История
Компания была основана в июне 1997 года. В августе 2010 года акции компании были размещены на Гонконгской фондовой бирже, а в марте 2012 года — также и на Шанхайской.

## Собственники и руководство
Контрольный пакет акций принадлежит Guangzhou Automobile Industry Group Co., Ltd. (53,03 %), в свою очередь, полностью контролируемой Бюро по управлению государственными активами провинции Гуанчжоу.
С 2016 года компанию возглавляет Цзэн Цинхун (Zeng Qinghong).

## Деятельность
Основная часть автомобилей производится на совместных предприятиях, по состоянию на 2021 год наибольшее значение имели:
- GAC—Toyota — выпущено 823 тыс. автомобилей;
- GAC—Honda — выпущено 787 тыс. автомобилей;
- GAC—Mitsubishi — выпущено 61,1 тыс. автомобилей;
- GAC—FCA — выпущено 16 тыс. автомобилей.

Под собственными брендами за 2021 год было выпущено 448 тыс. автомобилей. Помимо автомобилей компания выпускает также мотоциклы в рамках совместного предприятия Wuyang-Honda.
Финансовое подразделение группы предоставляет услуги по кредитованию покупки автомобилей, а также занимается страхованием.

## Дочерние предприятия и подразделения
Changfeng Motor — компания существует с 1950 года. Занималась выпуском военной техники. В 80-х годах начался выпуск внедорожников.
Под маркой Gonow в Китае выпускаются коммерческие автомобили, пикапы, внедорожники. В 2015 году коммерческие модели этой марки начали поставлять в Россию.
Основные совместные предприятия по состоянию на 2021 год:
- GAC Honda Automobile Co., Ltd. (производство автомобилей и комплектующих, 50 %, основана в 1998 году в партнёрстве с Honda)
- GAC Toyota Motor Co., Ltd. (производство автомобилей и комплектующих, 50 %, основана в 2004 году в партнёрстве с Toyota)
- GAC Hino Motors Co., Ltd. (производство автомобилей и комплектующих, 50 %, основана в 2007 году с Hino Motors)
- GAC-SOFINCO Automobile Finance Co., Ltd. (финансовые услуги, 50 %, основана в 2010 году в партнёрстве с SOFINCO, дочерней структурой Crédit Agricole)
- GAC Fiat Chrysler Automobiles Co., Ltd. (производство автомобилей и комплектующих, 50 %, создана в 2010 году с Fiat Chrysler Automobiles)
- Wuyang-Honda Motors (Guangzhou) Co., Ltd. (производство комплектующих, 50 %, создана в 1992 году)
- GAC Mitsubishi Motors Co., Ltd. (производство автомобилей и комплектующих, 50 %, создана в 2012 году в партнёрстве с Mitsubishi Motors)
- GAC Toyota Engine Co., Ltd. (производство комплектующих, 30 %, основана в 2004 году)
- Shanghai Hino Engine Co., Ltd. (производство комплектующих, 30 %, создана в 2003 году)
- Guangzhou TS Automotive Interior Systems Co., Ltd. (производство комплектующих, 48 %)
- Guangzhou Intex Automotive Interior Parts Co., Ltd. (производство комплектующих, 25 %)
- Guangzhou Stanley Electric Co., Ltd. (производство комплектующих, 30 %)
- Guangzhou Denso Co., Ltd. (производство комплектующих, 40 %)

## В России

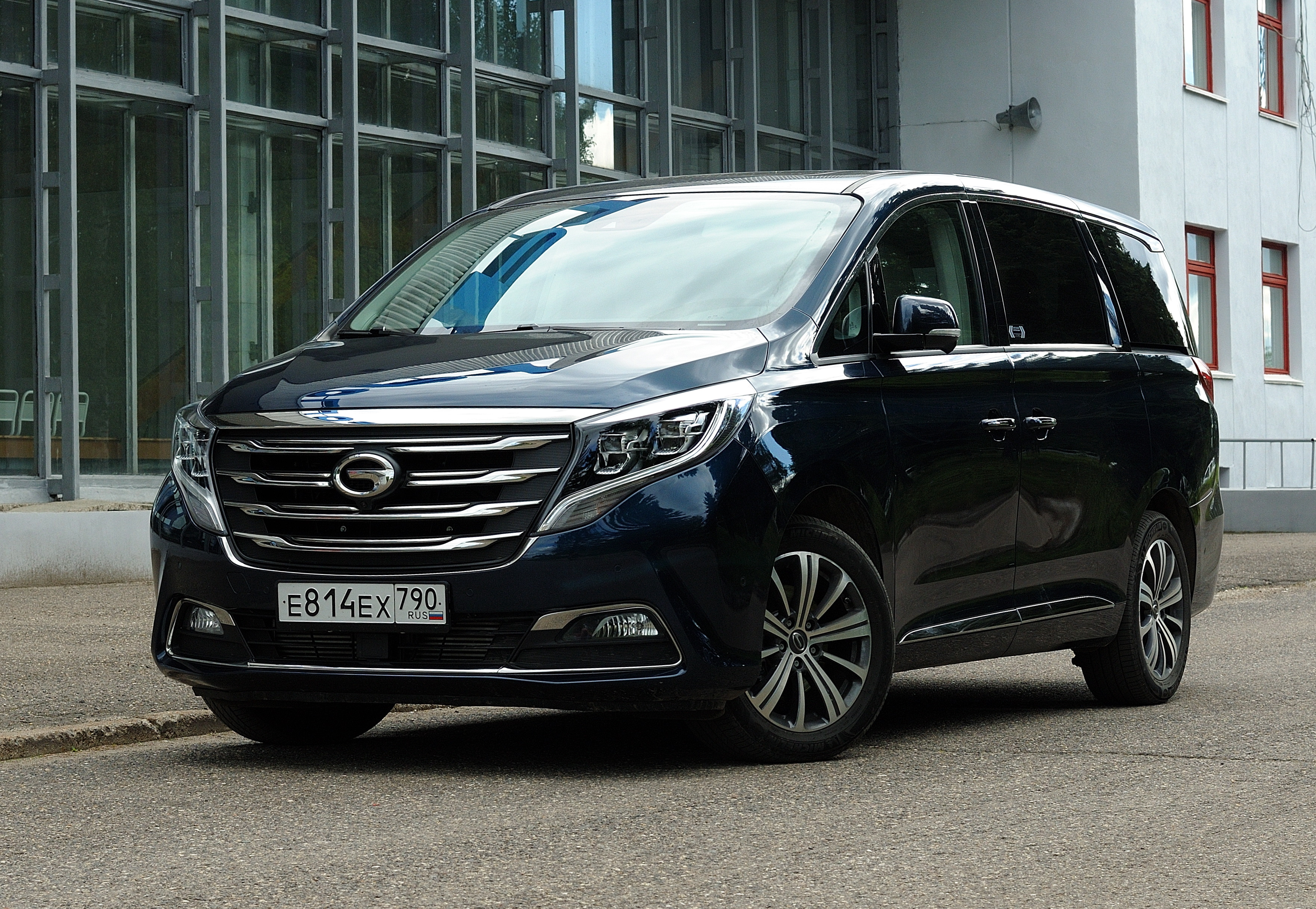
GAC GN8, до рестайлинга 2021 года

Представительство в России компания GAC Motor открыла в 2018 году в рамках Московского международного автосалона, показав на нём восемь моделей.
Вышла на российский рынок в декабре 2019 года. Как заявлял в интервью изданию «Российская газета» президент GAC Motor Юй Цзюнь, планировалась каждый год наращивать объём продаж и за 5 лет выйти на показатель в 50 тысяч автомобилей, при этом рассчитывая заменить ушедший с российского рынка американский Ford, фактически сменив своими моделями внедорожником GS8 — Ford Explorer, а кроссовером GS5 — Ford Kuga.
Первой моделью стал с декабря 2019 года флагманский кроссовер GS8, летом 2020 года вышел на рынок минивэн GN8, а в сентябре 2021 года кроссовер GS5.
В 2021 году в России было продано 938 автомобилей: 682 кроссовера GS8, 122 кроссовера GS5 и 123 минивэна GN8. В 2022 году продано 487 автомобилей.
Затем пошёл резкий рост: за 2023 год продано 3 087 автомобилей, а лишь за первые два месяца 2024 года как за два прошлых года — около 3,4 тыс., за полугодие с января по июль 2024 года в России  реализовано 8857 новых автомобилей GAC.
В России на 2024 год модельная линейка GAC представлена кроссовером GAC GS8, минивэном GAC M8 (с 2021 года), компактным кроссовером GAC GS3 (с мая 2024), а до конца года ожидается кроссовер GS4 Max, ранее с сентября 2020 и до мая 2024 года продавался кроссовер GAC GS5.